# Commodore eVIC

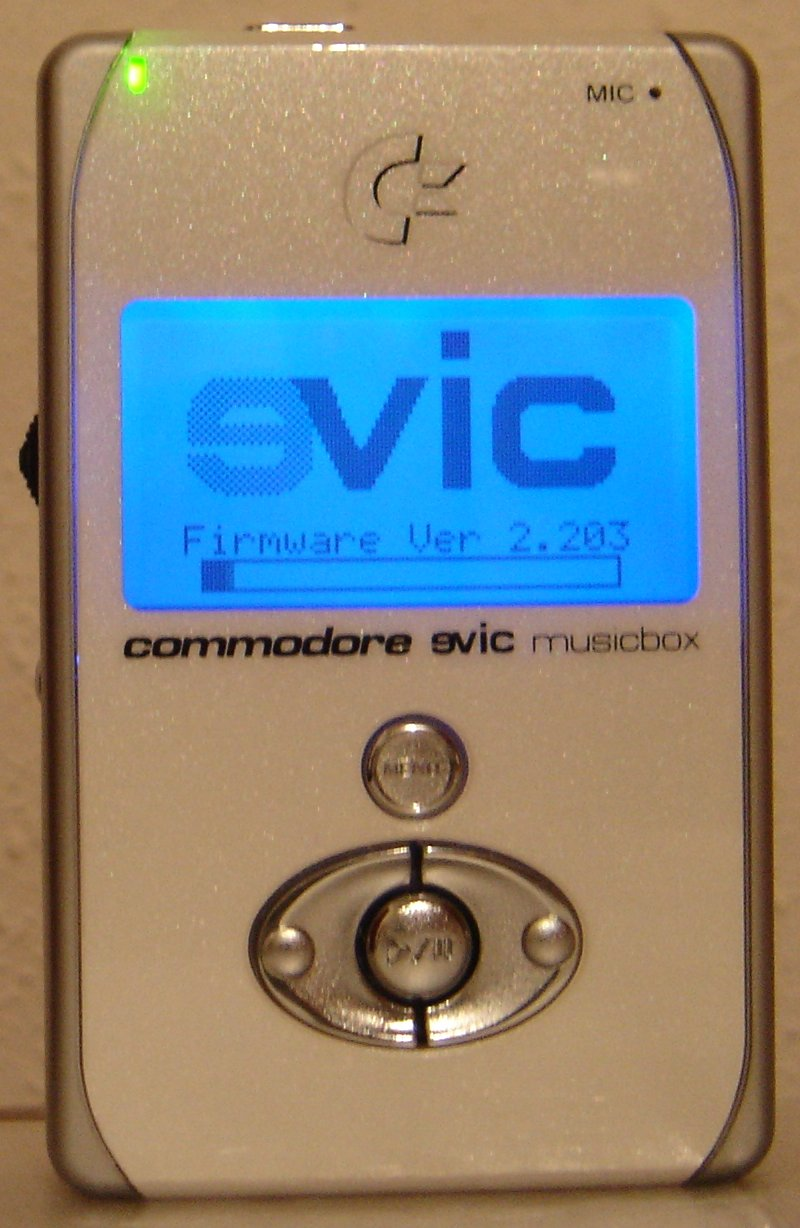
Commodore eVIC, 2ª generación. Pantalla de POST.

Commodore eVIC fue un reproductor de audio digital portátil (común y erróneamente conocido como "un MP3") con disco duro (HD player) presentado en 2005 y desarrollado por la mítica empresa Commodore.
El aparato fue discontinuado ya que el disco duro empezaba a dar errores de lectura al cabo de seis meses aproximadamente, lo que conllevaba saltos en la reproducción de una pista, su infructuosa reproducción, o incluso el bloqueo del reproductor, teniendo que reiniciarlo en este último caso.
Finalmente, alrededor de un par de meses después, el aparato dejaba de arrancar: Al realizar la POST mostraba el mensaje "HDD read error!", a la par que sonaban los típicos ruidos que hacen los discos duros estropeados.
En 2007 la empresa dejó sin soporte técnico a sus usuarios, tal y como puede comprobarse en la sección Enlaces externos de esta misma página wiki.

## Especificaciones técnicas
- Dimensiones: 100 x 65 x 20 mm
- Peso: 145 g
- Almacenamiento: disco duro Hitachi de 1'8" de 20 GB
- Conectividad: USB 2.0
- Soporta reproducción de MP3, Ogg Vorbis, WMA (incluidos formatos VBR en los tres tipos), WAV y TXT
- Soporta grabación en WAV y MP3 en tiempo real desde el micrófono integrado, pudiendo seleccionar la calidad deseada
- Es capaz de grabar en WAV y de codificar MP3 en tiempo real a través de su entrada de línea, al igual que antes, pudiendo seleccionar entre diferentes bitrates
- Autonomía de 15 h
- USB Host (capacidad de transferir cualquier tipo de dato desde una cámara digital/lector multitarjeta/pendrive directamente al reproductor, sin necesidad de utilizar ordenador)
- Multiidioma (entre ellos, español)
- Es detectado como una unidad de disco duro externo USB, por lo que no es necesario la necesidad de instalar ningún driver para que el sistema operativo lo reconozca correctamente. Por lo tanto, es apto para cualquiera de ellos
- Firmware actualizable
- Pantalla LCD blanco y negro con retroiluminación azul
- Cable con mando (su utilización es opcional)
- Auriculares
- Funda protectora fijable al pantalón

## Ventajas e inconvenientes
- Ventajas:
  - La cantidad de formatos que reproduce
  - Grabación
  - Detección del aparato en cualquier sistema operativo
  - No es neceseria la instalación de ningún driver/aplicación extra para poder pasar datos (no ocurre así en otros reproductores más populares, que incluso es necesaria la instalación de software para poder funcionar con el aparato, y ni software ni drivers están disponibles para GNU/Linux, por ejemplo)
  - Todo lo necesario para realizar los diferentes tipos de grabación viene incluido con el reproductor
  - Poder pasar las fotos desde una cámara digital directamente (sin necesidad de un ordenador) al disco duro del reproductor
  - Muy buena calidad, tanto de sonido como de funcionamiento
  - Precio económico
- Inconvenientes:
  - Los auriculares que venían con el aparato no eran de buena calidad, echándose a perder luego de poco tiempo de uso.
  - La conectividad, tanto a la red eléctrica como al ordenador, es necesario realizarla a través de la base que trae (si es que esto puede considerarse un inconveniente)

- Datos: Q5779527